# سزبلیت
سزیبلیت  (به انگلیسی: Szaibelyite) با فرمول شیمیایی  از مجموعه بورات ها هاست و از نام یک معدنچی (Szajbelyi) گرفته شده‌است. MgO:۴۷٫۹۱٪  B2O۳:۴۱٫۳۸٪  H2O:۱۰٫۷۱٪   رنگ: سفید،سفید مایل به سبز و خاکستری. شفافیت: نیمه کدر، جلا: ابریشمی، رخ: ندارد، سیستم تبلور: ارترومبیک و در رده‌بندی بورات است  و منشأ تشکیل آن دریاچه‌های اسید بوریک است.
همایند کانی‌شناسی (پارانژ) آن ایندریت - اینیوئیت - کریزوتیل- کارنالیت- سیلوین- هالیت- بوراکس است
، از نظر ژیزمان اگرگات لیفی تقریباََ کمیاب است و بیشتر در آلمان شرقی، URSS، کره، آمریکا و کانادا یافت می‌شود.

## منبع
- پردیس کشاورزی ایران